# Bakshish
Bakshish – polski zespół muzyczny grający muzykę reggae.
Został założony w Kluczborku 28 sierpnia 1982 przez Jarka Kowalczyka na bazie kilku innych zespołów.

## Skład
- Jarek „JAreX” Kowalczyk – wokal
- Anna Mrożek – chórki
- Damian Poprawa – bas
- Tomasz Łukasiewicz – bębny
- Radosław Ciurko – instrumenty klawiszowe
- Radosław Sokołowski – gitara solowa
- Artur Kocan – gitara rytmiczna

## Dyskografia
- V.A. „Fala” 1984 (”Czarna droga”)[4]
- Open Your Heart 1989[4]
- One Love 1993[5]
- Eye 1994[5]
- B-3[6]
- Jak łzy (singel)[4]
- 4-I-VER 2012[4]
- Alive 2017
- Ego 2022[7]